# Эванс, Джеймс Аллан
Джеймс Аллан Стюарт Эванс (англ. James Allan Stewart Evans; 24 марта 1931, Кеймбридж, Онтарио — ноябрь 2023) — канадский историк. Доктор философии (1957). Эмерит-профессор Университета Британской Колумбии, заведовал там кафедрой.
Сын фермера, вырос в Puslinch, Ontario. Окончил Университет Виктории в Торонто (бакалавр B.A., 1952) и Йель (магистр M.A., 1953). В последнем же получил степень доктора философии. В 1954-55 в American School of Classical Studies at Athens. В 1955-60 ассистент-профессор классики Университета Западного Онтарио, а в 1961-62 — Техасского университета в Остине. В 1962-71 профессор истории Университета Макмастера. С 1972 профессор классики Университета Британской Колумбии. С 1996 года на пенсии.
Автор двух книг о Геродоте — в частности Herodotus, Explorer of the Past: Three Essays (Princeton: Princeton University Press, 1991) {Рец.}.
В 1964 году женился, трое детей: два сына и дочь, остались также внуки.